# Galaxy Game
Galaxy Game è uno dei primi videogiochi arcade mai realizzati. Fu sviluppato nella Stanford University e ultimato nel settembre 1971, due mesi prima dell'uscita di Computer Space, il primo arcade prodotto su larga scala.
Il gioco presenta lo stesso gameplay di Spacewar!, e come il titolo di Steve Russell era basato su un computer della DEC, un PDP-11/20 dotato di monitor a grafica vettoriale del valore di circa 20,000$; funzionava con una moneta da 10 centesimi. Inizialmente dotato di due console di comando, il sistema fu in seguito potenziato permettendo così l'utilizzo di fino a otto console. Fu smantellato nel 1979; nel 1997 è stato restaurato e ora è nel Computer History Museum di Mountain View in California.